# باتاوه
باتاوه (بالفارسية: پاتاوه) هي مدينة تقع في ناحية باتاوة  في محافظة كهغيلويه وبوير أحمد في إيران. يقدر عدد سكانها بـ 1,925 نسمة .